# In the Swimming Pool, Palm Beach, Florida
In the Swimming Pool, Palm Beach, Florida er en amerikansk stumfilm fra 1905.